# 蒙格勒莱
蒙格勒莱（法語：Montgreleix，法語發音：[mɔ̃ɡʁəlɛ]）是法国康塔尔省的一个市镇，位于该省北部，属于圣弗卢尔区。

## 地理
蒙格勒莱（45°20'41"N, 2°52'13"E）面积17.63 平方千米，位于法国奥弗涅-罗讷-阿尔卑斯大区康塔爾省，该省份为法国中南部省份，位于法國中央高原中心，北起科雷兹省、上盧瓦爾省和多姆山省，西接洛特省和科雷兹省，南至阿韦龙省和洛特省，东临上盧瓦爾省和洛泽尔省。
与蒙格勒莱接壤的市镇（或旧市镇、城区）包括：尚特雷勒、孔达、马尔瑟纳、昂扎勒吕盖、埃斯潘沙勒、拉戈迪韦勒、圣阿利尔-埃斯蒙塔涅。

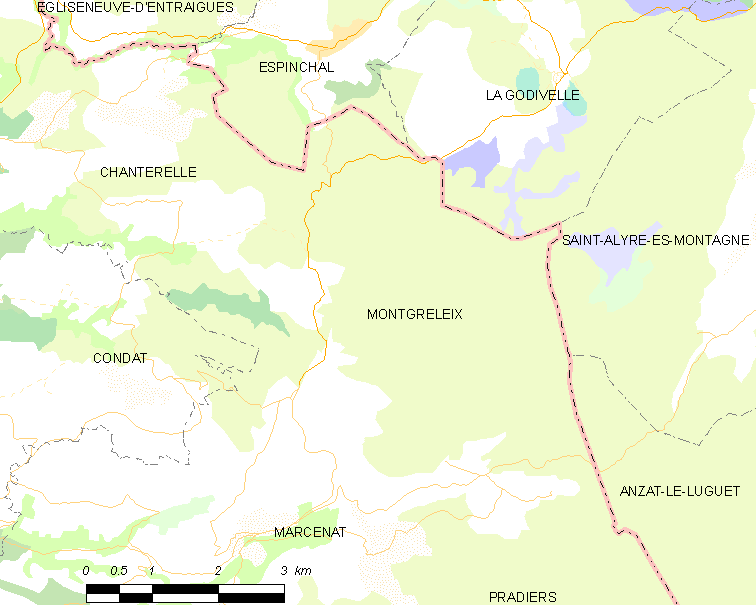
蒙格勒莱的OSM定位图

蒙格勒莱的时区为UTC+01:00、UTC+02:00（夏令时）。

## 行政
蒙格勒莱的邮政编码为15190，INSEE市镇编码为15132。

## 政治
蒙格勒莱所属的省级选区为里永埃斯蒙塔涅县。

## 人口

1962-2008年间蒙格勒莱人口变化图示

蒙格勒莱于2022年1月1日时的人口数量为31人。